# لي بار سور لوب
لو بار سور لو (بالفرنسية: Le Bar-sur-Loup)‏ هي بلدية فرنسية تقع في إقليم الألب البحرية من منطقة بروفنس ألب كوت دازور في جنوب شرق فرنسا. تبلغ مساحة هذه المدينة 14.47 (كم²)، وترتفع عن سطح البحر 310 م، يبلغ عدد سكانها 2778 نسمة حسب إحصاء المعهد الوطني للإحصاء والدراسات الاقتصادية سنة 2009 م. وترأس Richard Ribero البلدية خلال فترة (2008-2014).

## معرض صور

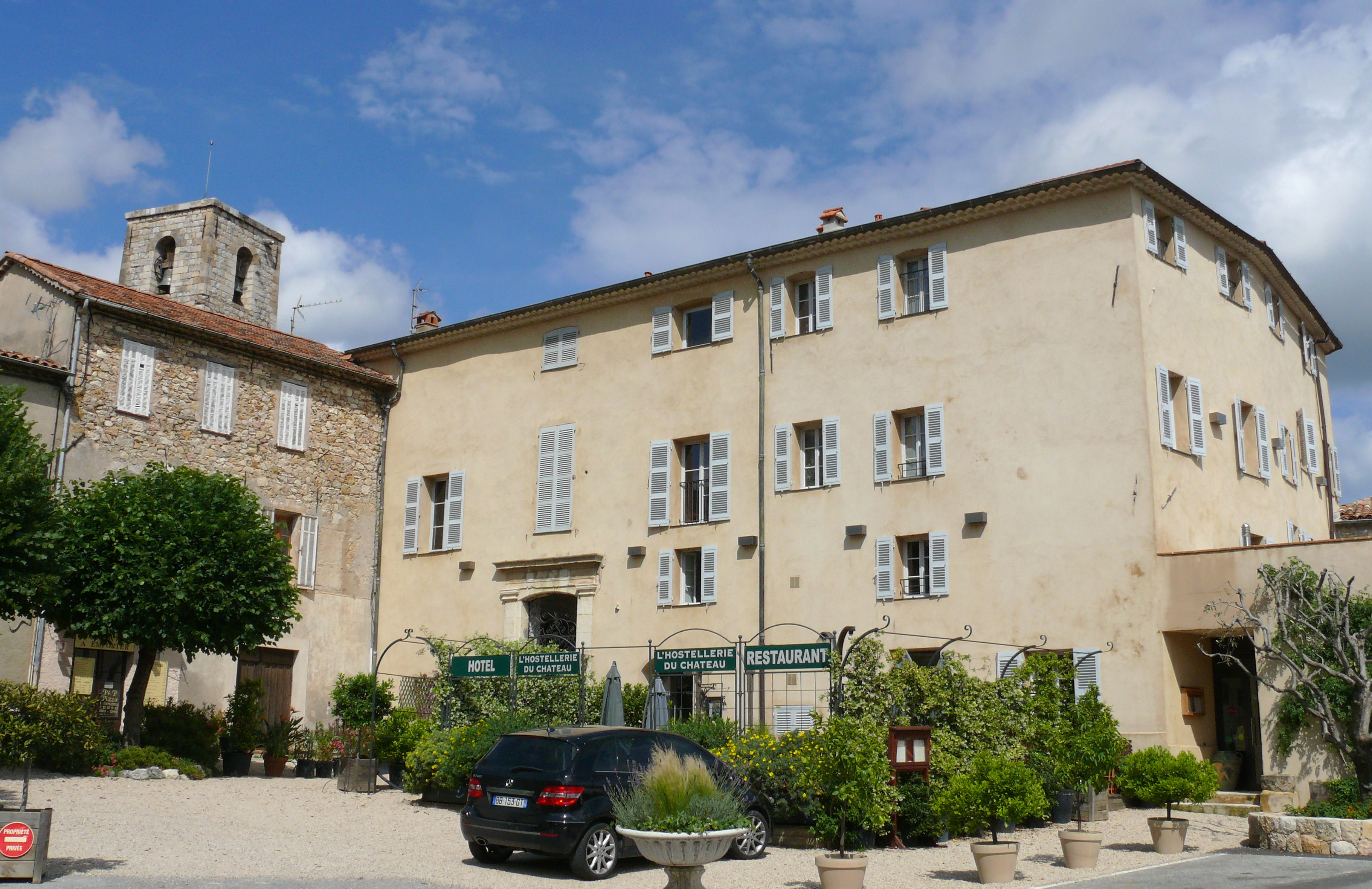
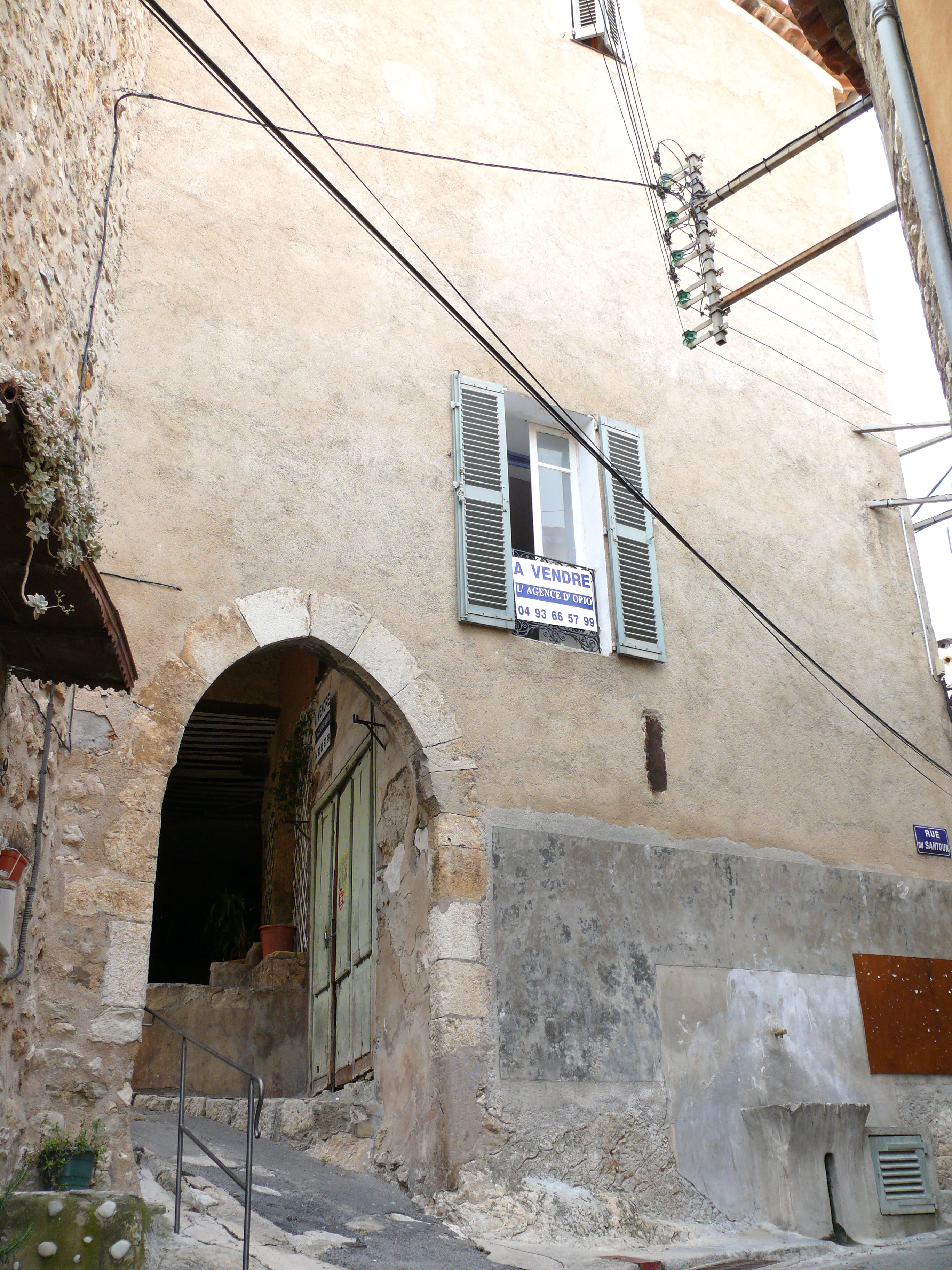
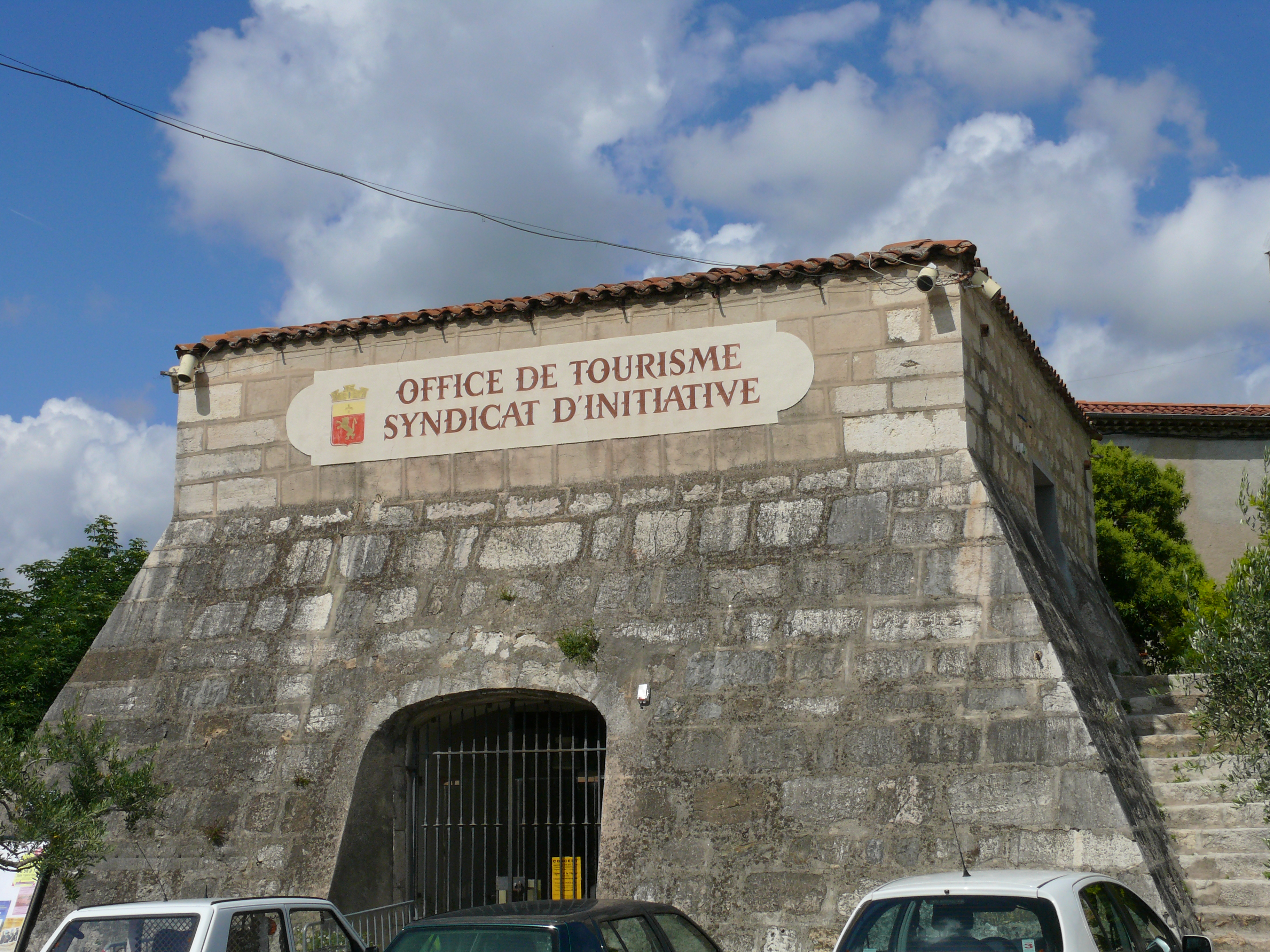
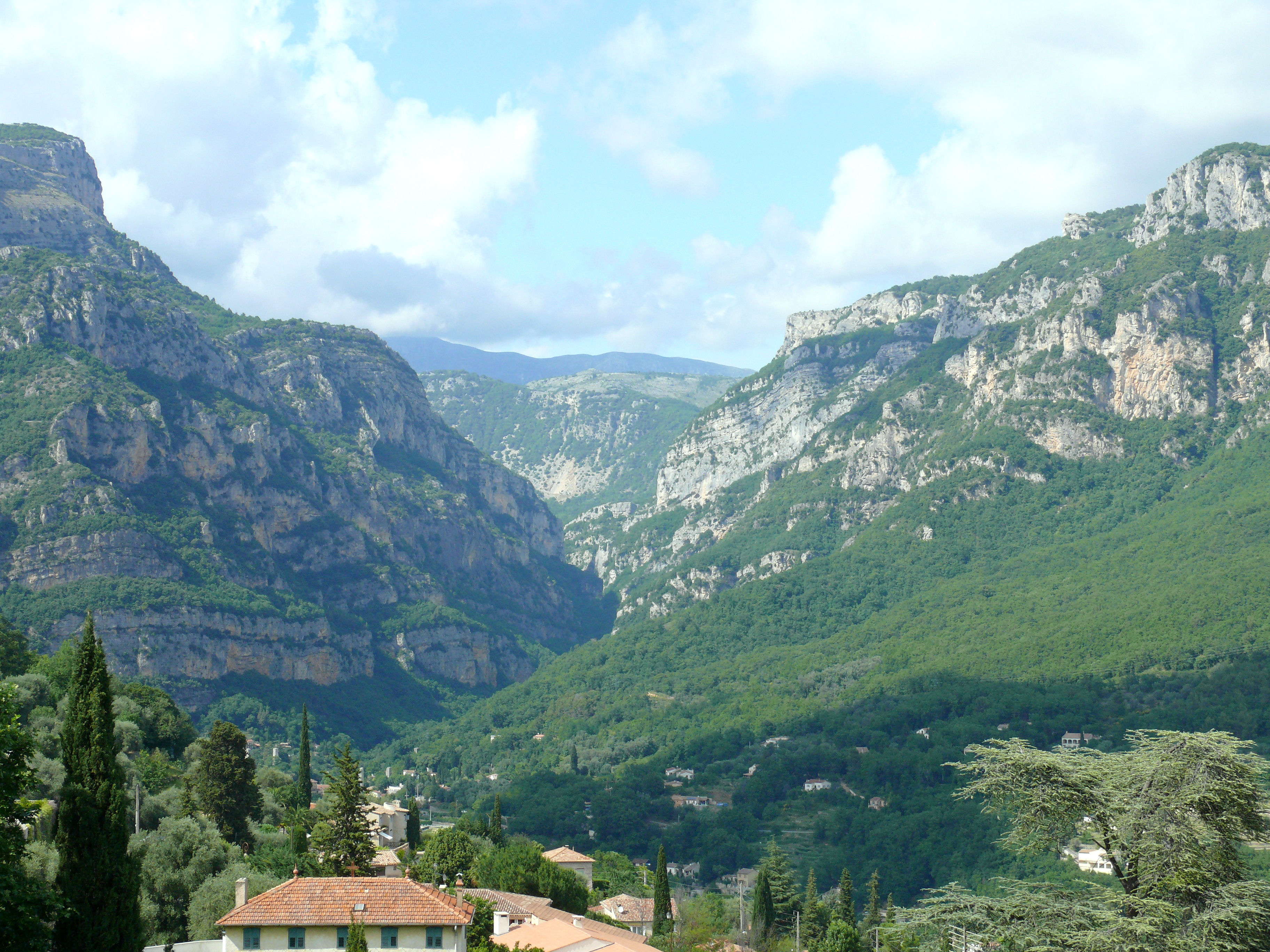
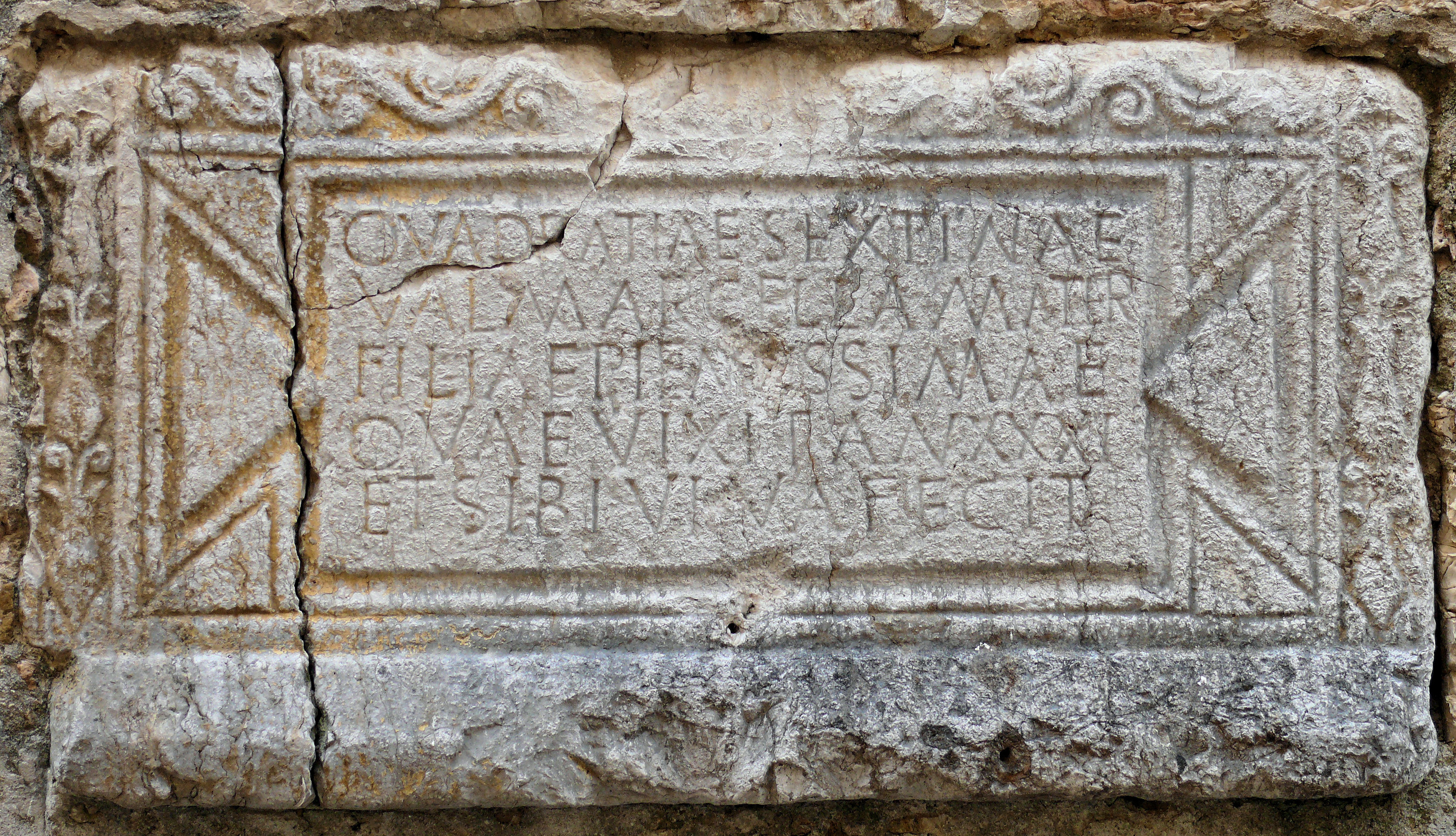
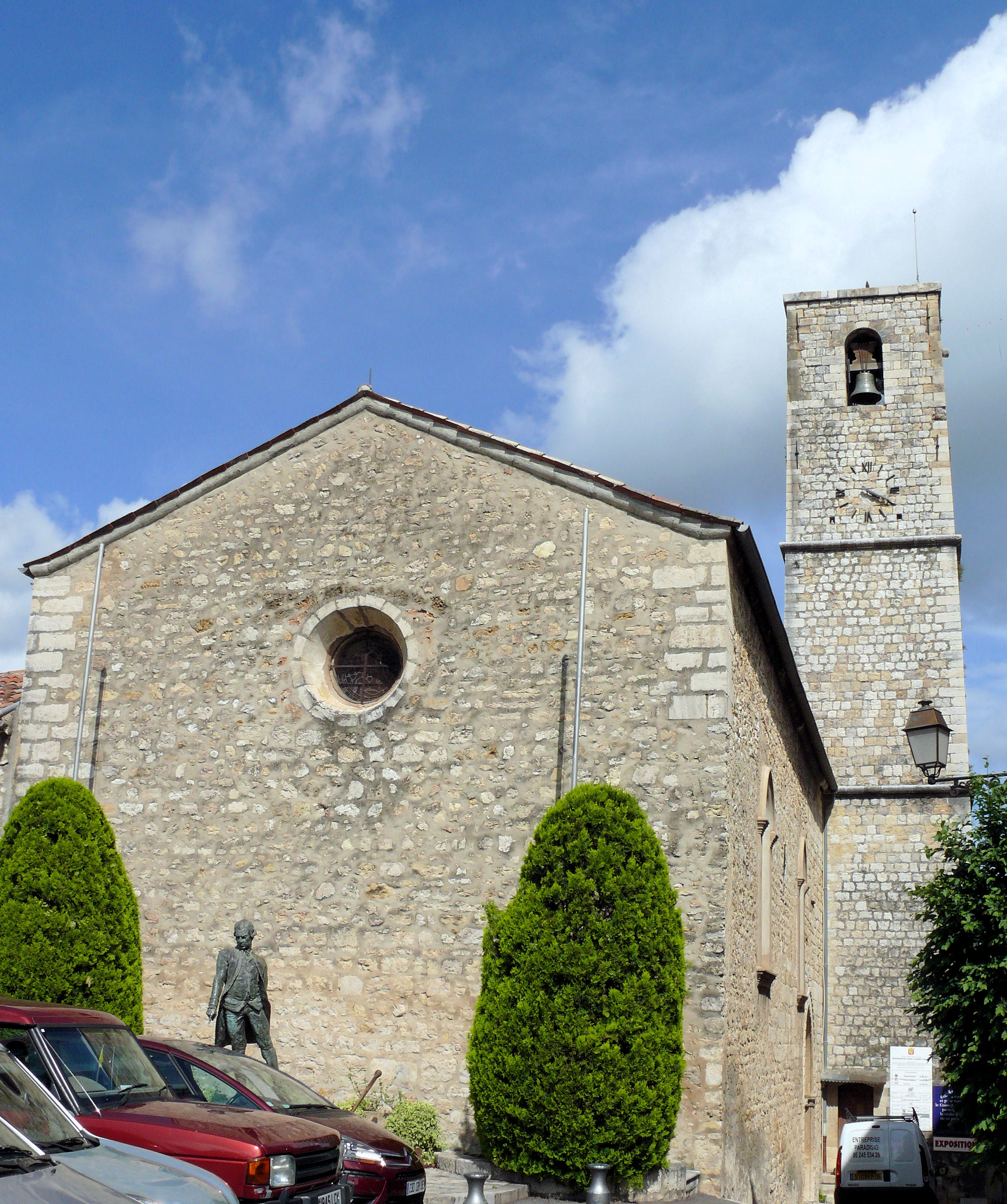

## وصلات خارجية
- صفحة البلدية على موقع المعهد الوطني للإحصاء والدراسات الاقتصادية